# کلهون (کنتاکی)
کلهون (به انگلیسی: Calhoun) شهری در ایالت کنتاکی کشور ایالات متحده آمریکا است که جمعیت آن در سرشماری سال ۲۰۱۰ میلادی، ۷۶۳ نفر بوده‌است.